# Adams (Minnesota)
Adams és una població dels Estats Units a l'estat de Minnesota. Segons el cens del 2000 tenia 800 habitants.

## Demografia
Segons el cens del 2000, Adams tenia 800 habitants, 329 habitatges, i 208 famílies. La densitat de població era de 305,8 habitants per km².
Dels 329 habitatges en un 24,3% hi vivien nens de menys de 18 anys, en un 55,6% hi vivien parelles casades, en un 5,8% dones solteres, i en un 36,5% no eren unitats familiars. En el 35% dels habitatges hi vivien persones soles el 24,9% de les quals corresponia a persones de 65 anys o més que vivien soles. El nombre mitjà de persones vivint en cada habitatge era de 2,21 i el nombre mitjà de persones que vivien en cada família era de 2,85.
Per edats la població es repartia de la següent manera: un 20,9% tenia menys de 18 anys, un 6,5% entre 18 i 24, un 19,3% entre 25 i 44, un 17% de 45 a 60 i un 36,4% 65 anys o més.
L'edat mediana era de 49 anys. Per cada 100 dones de 18 o més anys hi havia 80,9 homes.
La renda mediana per habitatge era de 31.289 $ i la renda mediana per família de 38.125 $. Els homes tenien una renda mediana de 31.083 $ mentre que les dones 22.639 $. La renda per capita de la població era de 16.550 $. Entorn del 4,4% de les famílies i el 6,3% de la població estaven per davall del llindar de pobresa.

## Poblacions més properes
El següent diagrama mostra les poblacions més properes.